# Eduardo Hernández
Eduardo Julio Hernández Fuentes (31 gennaio 1958) è un ex calciatore salvadoregno, di ruolo portiere.